# Sinovel
Sinovel Wind Group Company (kitajsko: 中文：华锐风电) je največji kitajski proizvajalec vetrnih turbin in eden izmed največjih na svetu.
Sinovel je dostavil tudi turbine za prvo kitajsko odobalno vetrno elektrarno Donghaj in sicer triintrideset 3 MW turbin.